# Cosmopolitiques
Ne doit pas être confondu avec Cosmopolitisme.
 (janvier 2021).
Si vous disposez d'ouvrages ou d'articles de référence ou si vous connaissez des sites web de qualité traitant du thème abordé ici, merci de compléter l'article en donnant les références utiles à sa vérifiabilité et en les liant à la section « Notes et références ».
Cosmopolitiques est une revue française, « laboratoire des pratiques de l'écologie politique ». Créée en 2002 à Paris, elle se présente comme la revue de « L'association des amis de Cosmopolitiques ». Elle a publié 17 numéros thématiques imprimés. Elle a repris ses publications uniquement en ligne en décembre 2009 et a publié 3 numéros. Elle a transformé sa ligne éditoriale en juin 2010 pour se centrer sur la publication de récits d'expérience, de dossiers de cas en favorisant les commentaires et débats autour des pratiques, en abandonnant son sous-titre "cahiers théoriques pour l'écologie politique" au profit de l'expression « laboratoire des pratiques de l'écologie politique ». Depuis 2013, la revue a cessé de paraître. Ses archives sont désormais accessibles sur le site du rédacteur en chef, Dominique Boullier.

## Orientation du projet de la revue
La revue trouve un écho dans de nombreux courants qui ont entraîné des ruptures importantes : les théories des conventions, la sociologie des sciences et des techniques et de l'innovation (Michel Callon, Bruno Latour), les approches institutionnalistes, les approches socio-subjectives de Félix Guattari, la philosophie de Gilles Deleuze ou de Isabelle Stengers.

## Rédaction et orientation
- Rédacteur en chef : Dominique Boullier.
- Comité de rédaction : Isabel Agier-Cabanes, Laurent Audouin, Valérie Battaglia, Pascal Canfin, Gérard Chouquer, Anne Coppel, Evelyne Damm Jimenez, François Gemenne, Christelle Gramaglia, Catherine Grandclément, Nacira Guenif-Souilamas, Éric Macé, Fabian Muniesa, François Yvon.
- Comité d'orientation : Frédéric Audren, Alain Caillé, Michel Callon, François Dubet, Nilüfer Göle, Bruno Latour, Jacques Lolive, Jean Mouchon, Yann Moulier-Boutang, François Ost, Daniel Sibony, Isabelle Stengers, Frieder Otto Wolf.

## Numéros parus
- N° 1 : « La Nature n'est plus ce qu'elle était » (juin 2002)
- N° 2 : « Cette violence qui nous tient » (octobre 2002)
- N° 3 : « République cherche démocratie et plus si aff. »  (mars 2003)
- N° 4 : « Ce sexe qui nous dépasse » (août 2003)
- N° 5 : « L'économie peut-elle être solidaire ? » (novembre 2003)
- N° 6 : « Faut-il croire ? » (mars 2004)
- N° 7 : « Aimons la ville ! » (septembre 2004)
- N° 8 : « Pratiques cosmopolitiques du droit » (décembre 2004)
- N° 9 : « Cette énergie qui nous manque » (juin 2005)
- N° 10 : « Trop d'école ! » (décembre 2005)
- N° 11 : « Nord-Sud : nouveaux échanges, nouvelles frontières » (janvier 2006)
- N° 12 : « Que faire... des partis ? » (juin 2006)
- N° 13 : « Peut-on faire l'économie de l'environnement? » (septembre 2006)
- N° 14 : « Comment rendre la santé publique » (janvier 2007) [lire en ligne]
- N° 15 : « Esthétique et espace public » (juillet 2007)
- N° 16 : « Une exception si française » (janvier 2008)
- N° 17 : « L'eau : un bien commun à composer » (juillet 2008)
- N° 18 : ”Habiter sans domicile" (Mars 2011)
- N° 19 : "Les écoquartiers" (Juin 2011)
- N° 20 : "Quels autres Suds?" (Décembre 2012)